# Nicole de Savigny
Nicole de Savigny, baronessa di Fontette, demoiselle de Saint-Rémy (1535 – 4 marzo 1590), fu una amante di Enrico II di Francia.

## Biografia
Figlia di Guillaume de Savigny, signore di Sailly, e Nicole de Maretz, fu data molto giovane in sposa a Jean de Ville, barone de Saint-Rémy, signore di Fontette, a cui diede due figli:
- André de Ville, barone di Saint-Rémy, signore di Fontette, morto senza figli.
- Elisabeth de Ville, signora delle Fosse aux Loups, religiosa.

Morto il marito nel 1552 si ritrovò vedova a 17 anni, si trasferì alla corte francese nel 1556 diventando l'amante di Enrico II, approfittando di un periodo in cui il re abbandonò la sua favorita, Diana di Poitiers. Dal rapporto con il re nacque un figlio, 
- Enrico, conte di Saint-Rémy (1557 - 1621).

Il suo breve favore del re terminò poco dopo la nascita di suo figlio, quando Diana di Poitiers riprese la sua influenza su di Enrico II. Si ritirò quindi a Fontette, nelle sue terre, dove sposò segretamente Claude de La Baume-Montrevel, arcivescovo titolare di Besançon, matrimonio annullato poi dalla Sacra Rota.
Nicole de Savigny menzionò nel proprio testamento, redatto il 12 gennaio 1590, che re Enrico II, pur non avendolo mai riconosciuto come proprio figlio, aveva concesso a Enrico di Saint-Rémy la somma di 30.000 corone (corrisposta da Enrico III il 23 febbraio 1577), oltreché il titolo di Barone di Valois-Saint-Remy.

## Fonti
- Père Anselme, Dictionnaire de la Maison de France.
- Philippe Erlanger, Diane de Poitiers.
- Gaston Sirjean, Encyclopédie généalogique des maisons souveraines du monde, T.8.